# Edward Fitzgerald (poet)
Edward Fitzgerald, född 31 mars 1809, död 14 juni 1883, var en brittisk författare och översättare.
Fitzgerald förde efter 1830 ett enstöringsliv i staden Woodbridge i Suffolk. Fitzgeralds författarskap, som började först på 1850-talet, fick genom hans bekantskap med Edward Byles Cowell en avgörande inriktning mot orientaliska ämnen. Fitzgerald utgav 1859 The Rubaiyat of Omar Khayyam vilken genom Algernon Swinburnes och Maria Rosettis bemödanden nådde den rangplats bland brittiska översättningar av orientaliska diktare, som den ännu innehar. Alfred Tennyson tillägnade minnet av Fitzgerald sin Tiresias. Fitzgerald var en fin och vek skaldenatur och en skygg drömmare, men hade en utomordentlig förmåga att i sina översättningar intolka egna stämningar.